# Confederazione Generale del Lavoro
La Confederazione Generale del Lavoro (CGdL) è stato un sindacato italiano. Fondato a Milano nel 1906, su iniziativa delle Camere del Lavoro, delle Leghe di resistenza e di 700 sindacati locali, contava 250.000 iscritti. Sindacato ideologicamente socialista, gran parte dei suoi dirigenti e degli iscritti furono anche attivi nel Partito Socialista Italiano. Sciolto forzosamente dal fascismo nel 1927, continuò la propria attività nella clandestinità per poi rinascere nel 1944, con il Patto di Roma, come CGIL.

## Storia

### Dal 1906 al "Biennio rosso"
Agli inizi del XX secolo in Italia, il movimento sindacale cominciò a darsi una dimensione nazionale, dovuto all'ampio sviluppo dei Sindacati di Categoria e delle Camere del Lavoro. Divenne quindi sempre più impellente la necessità di coordinare le varie realtà del movimento sindacale, a questo scopo al Congresso Sindacale di Milano del 1902 fu istituito il Consiglio Nazionale della Resistenza.
In occasione del suo terzo congresso, che si tenne a Genova nel gennaio 1905, all'interno del Consiglio Nazionale della resistenza, i riformisti ed i rivoluzionari sostanzialmente si equivalevano. La Camera del Lavoro di Milano chiedeva, senza ottenerla, l'approvazione di un documento che proponeva l'ostruzionismo ad oltranza in Parlamento fino all'approvazione di una legge contro l'intervento dell'esercito nelle vertenze sul lavoro, in riferimento all'assunzione di impegno, presa da un gruppo di parlamentari socialisti il 21 settembre 1904, a margine dello sciopero generale. Nel 1906 il Consiglio Nazionale di Resistenza, travolto dalle tensioni sempre
maggiori tra riformisti e rivoluzionari, si dissolse. 
La Confederazione Generale del Lavoro fu istituita nel contesto del primo Congresso di Milano del 29 settembre - 1º ottobre 1906. Come segretario generale fu scelto il riformista Rinaldo Rigola, che già in precedenza si era contraddistinto per aver cercato di trovare la sintesi politica tra le spinte radicali dei rivoluzionari, che guidavano gran parte delle Camere del Lavoro, e le posizioni moderate dei riformisti. Tuttavia durante i primi anni all'interno della confederazione si svilupparono dei contrasti fra i sindacati nazionali di categoria, che si ispiravano al sindacalismo riformista e le Camere del Lavoro dove prevaleva la corrente del sindacalismo rivoluzionario; questi ultimi, nel novembre 1912, guidati da Alceste de Ambris e Filippo Corridoni, crearono l'Unione Sindacale Italiana (USI). Il Segretario Generale della Confederazione Generale del Lavoro Rigola rimase in carica fino al 1918.
Nelle elezioni del 1919 il Partito socialista italiano, con il 32,4% dei voti, si affermò come primo partito tuttavia, non avendo stabilito alleanze con gli altri partiti, si pose all'opposizione annullando di fatto il grande successo elettorale.
Le azioni di protesta e di lotta, che avevano caratterizzato il 1919, si intensificarono ulteriormente nel 1920; infatti, in quell'anno, vi furono in Italia più di 2.000 scioperi ed i lavoratori organizzati in sindacati avevano superato i 3.500.000, di questi 2.150.000 erano iscritti alla Confederazione Generale del Lavoro. Nel marzo 1920 presso la FIAT di Torino, ebbe inizio il cosiddetto sciopero delle lancette; lo sciopero generale, indetto alla metà di aprile, coinvolse circa 120.000 lavoratori di Torino e provincia, ma ne la direzione nazionale della CGdL ne quella del Partito socialista appoggiarono l'iniziativa torinese, e la vertenza si chiuse con un concordato. Lo sciopero si concluse il 24 aprile senza che i lavoratori avessero ottenuto il riconoscimento delle proprie richieste, compresi i Consigli di fabbrica.
Intanto anche il padronato industriale e agrario si era organizzato a livello nazionale: il 7 marzo 1920 fu fondata a Milano la Confederazione generale dell'industria e il 18 agosto la Confederazione generale dell'agricoltura.
A seguito delle richieste, principalmente volte ad ottenere significativi incrementi salariali, presentate il 18 giugno 1920 dalla FIOM alla Federazione degli industriali meccanici e metallurgici, si aprì una lunga vertenza. Questa fu interrotta il 13 agosto dagli industriali che il 31 agosto, su indicazione della Confindustria, misero in atto la serrata a livello nazionale; nei 4 giorni che seguirono in Italia furono occupate quasi tutte le fabbriche metallurgiche. 
Il 9 settembre il Consiglio direttivo della C.G.d.L. si riunì dove si ventilò anche l'ipotesi di un'iniziativa insurrezionale, l'indomani si tenne una riunione congiunta fra la direzione della C.G.d.L. e quella del P.S.I. ed infine l'11 settembre il Consiglio nazionale della C.G.d.L. approvò una mozione che sanciva la rinuncia a fare dell'occupazione la prima fase di un più ampio moto rivoluzionario e si pose quale obiettivo immediato della lotta, non la rivoluzione socialista ma soltanto "il riconoscimento da parte del padronato del principio del controllo sindacale delle aziende".

### Il Biennio nero
Al biennio rosso seguì il Biennio nero (1921-22). 
Dopo la conclusione della vicenda dell'occupazione delle fabbriche e dopo le elezioni amministrative, il movimento fascista, che fino ad allora aveva avuto un ruolo piuttosto marginale, iniziò la sua ascesa politica che fu caratterizzata dal ricorso massiccio e sistematico alle azioni squadristiche.
Dopo la Strage di Palazzo d'Accursio a Bologna, nel novembre 1920, le azioni squadristiche aumentarono di numero ed intensità, spesso gli obiettivi erano le Camere del lavoro, le Case del popolo, le cooperative, le leghe. 
Il culmine fu raggiunto il 28 ottobre 1922, con la marcia su Roma, ed il 30 ottobre il re Vittorio Emanuele III incaricò Mussolini di formare un nuovo governo.

### Il periodo fascista
Dopo l'ascesa al potere di Mussolini l'azione repressiva proseguì, per culminare nell'uccisione del deputato socialista Giacomo Matteotti nel giugno 1924.
Nel dicembre 1924 si tenne a Milano il VI Congresso della CGdL, nel gennaio del 1925 il regime diede inizio alla trasformazione dell'ordinamento giuridico con il varo di una serie di provvedimenti liberticidi (Leggi fascistissime), con le quali fu annullata qualsiasi forma di opposizione al fascismo. 
Sul piano sindacale, con il Patto di Palazzo Vidoni del 2 ottobre 1925, la Confindustria ed il sindacato fascista si legittimarono reciprocamente quali unici rappresentanti di capitale e lavoro. Infine con la legge n. 563 del 3 aprile 1926, si stabilì che soltanto i sindacati fascisti, potevano essere "legalmente riconosciuti", fu istituita una speciale Magistratura per la risoluzione delle controversie di lavoro e si cancellò il diritto di sciopero.
Il 21 aprile 1927 fu approvata la Carta del Lavoro dove sono contenuti i principi sociali del fascismo, la dottrina del corporativismo, l'etica del sindacalismo fascista e la politica economica fascista.
Il 4 gennaio del 1927, in seguito ai provvedimenti emessi dal fascismo, il vecchio gruppo dirigente della CGdL, tra cui Ludovico D'Aragona, che era stato Segretario generale dal 1918 al 1925, e Rinaldo Rigola decise l'auto-scioglimento dell'organizzazione.
La loro decisione fu fermamente osteggiata dai comunisti e dai socialisti di sinistra, Bruno Buozzi, Segretario generale dal 1925, ricostituì la CGdL nel febbraio 1927 a Parigi, nello stesso mese a Milano, i comunisti diedero vita clandestinamente, alla loro Confederazione Generale del Lavoro.
Pertanto fino alla caduta della dittatura fascista, convissero due Confederazioni Generali del Lavoro: una di ispirazione riformista e l'altra comunista. Nel novembre 1929, Palmiro Togliatti mise in atto la "svolta", ponendo in atto la tattica del socialfascismo decisa dalla Terza Internazionale per contrastare i riformisti. Gli effetti di tale scelta produssero delle tensioni che culminarono con l'espulsione di alcuni dirigenti del partito. A seguito dell'espulsione di Paolo Ravazzoli dal Partito Comunista d'Italia, a capo della CGdL clandestina nel 1930, fu chiamato Giuseppe Di Vittorio. 
I rapporti tra le due Confederazioni tuttavia rimasero tesi fino al 1933 infatti, con l'ascesa al potere di Hitler, le diverse componenti della sinistra riuscirono a trovare un terreno comune di iniziativa, e nel 1934 nacque il Patto di unità d'azione tra PCd'I e PSI. Anche fra i sindacati i rapporti divennero più collaborativi, il 15 marzo 1936 Buozzi e Di Vittorio si incontrarono a Parigi per firmare la "'piattaforma d'azione della CGL unica".

### Il periodo bellico e la resistenza
Nel marzo-aprile 1943, prima della caduta di Mussolini, al nord vi erano stati degli scioperi contro il regime. Dopo l'arresto di Mussolini, il nuovo Governo Badoglio commissariò le vecchie strutture sindacali fasciste: così Bruno Buozzi divenne il nuovo Commissario dei sindacati dell'Industria, Achille Grandi dei sindacati dell'Agricoltura mentre a Giuseppe Di Vittorio era stata affidata l'organizzazione dei braccianti. Dopo l'8 settembre, a seguito della nascita della Repubblica Sociale Italiana, iniziò la Resistenza partigiana contro il nazifascismo. Un valido contributo alla lotta di Liberazione venne anche dai lavoratori che organizzarono degli scioperi nel novembre-dicembre 1943 e nel marzo e nel giugno 1944, in quelle occasioni migliaia di operai furono deportati nei campi di lavoro e di concentramento tedeschi. In alcuni casi costituirono delle brigate partigiane, come la Brigata Proletaria costituita dagli operai dei Cantieri Riuniti dell'Adriatico di Monfalcone. 
Mentre al nord si intensificava il movimento resistenziale, al sud, anche grazie all'occupazione da parte degli Alleati, riprese l'attività politica e sindacale, favorendo la ricostituzione delle Camere del Lavoro, che a Napoli avvenne subito dopo le “quattro giornate” (28 settembre - 1º ottobre 1943).
Nel novembre 1943, fu indetto a Napoli un Convegno che costituì il Segretariato Meridionale della Confederazione Generale del Lavoro e nominò un Comitato direttivo provvisorio, composto da Enrico Russo, segretario generale, Vincenzo Iorio e Vincenzo Gallo per il Partito Comunista Italiano, Vincenzo Bosso e Nicola Di Bartolomeo, Antonio Armino e Dino Gentili per il Partito d'Azione (Pd'A). Il 20 febbraio 1944 ripresero le pubblicazioni dello storico giornale della CGL, Battaglie Sindacali, che ebbe come redattore capo il professor Libero Villone, anch'egli comunista dissidente. 
Tra la fine del 1943 e l'inizio del 1944 la Confederazione Generale del Lavoro si estese in tutto il Meridione, divenendo il punto di riferimento per i sempre più accesi movimenti di lotta, nelle fabbriche, nelle città e nelle campagne.

### Il patto di Roma e la CGIL unitaria
I principali esponenti del sindacalismo italiano avevano proseguito il lavoro di dialogo unitario, che culminò il 3 giugno 1944, nella firma del Patto di Roma che fu siglato da Giuseppe Di Vittorio per i comunisti, Achille Grandi per i democristiani ed Emilio Canevari per i socialisti, che sostituì Bruno Buozzi che era stato ucciso dai nazisti. Nacque così la CGIL (Confederazione Generale Italiana del Lavoro), dal compromesso tra le tre principali forze politiche italiane, che si connota come filiazione diretta dei partiti del Comitato di Liberazione Nazionale (CLN).

## Segretari Generali

### CGdL
| Segretario | Segretario | Segretario                    | Mandato | Mandato |
| Segretario | Segretario | Segretario                    | Inizio  | Fine    |
| ---------- | ---------- | ----------------------------- | ------- | ------- |
|            |            | Rinaldo Rigola(1868-1954)     | 1906    | 1913    |
|            |            | Ludovico D'Aragona(1876-1961) | 1913    | 1913    |
|            |            | Rinaldo Rigola(1868-1954)     | 1913    | 1918    |
|            |            | Ludovico D'Aragona(1876-1961) | 1918    | 1925    |
|            |            | Bruno Buozzi(1881-1944)       | 1925    | 1944    |

### CGdL in clandestinità
| Segretario | Segretario | Segretario                       | Mandato | Mandato |
| Segretario | Segretario | Segretario                       | Inizio  | Fine    |
| ---------- | ---------- | -------------------------------- | ------- | ------- |
|            |            | Giuseppe Di Vittorio (1892-1957) | 1930    | 1944    |